# Estádio Municipal da Lourinhã
Das Estádio Municipal da Lourinhã (deutsch Kommunales Stadion von Lourinhã) ist das Fußballstadion der portugiesischen Kleinstadt Lourinhã. Es bietet derzeit 6.432 Zuschauern Platz.
Das Stadion ist die Heimspielstätte des Fußballclubs SC Lourinhanense. An der Ostseite liegt ein zweites Fußballfeld mit Kunstrasen. Zum Stadion gehören des Weiteren fünf Tennisplätze.